# Copene
A Copene - Companhia Petroquímica do Nordeste foi uma empresa do setor petroquímico, localizada no Polo Petroquímico de CamaçarI. Foi uma subsidiária da Petroquisa, empresa ligada à Petrobrás, até a sua privatização em 1978.

## História
Com a crescente necessidade de suprimento de produtos petroquímicos para a industrialização do Brasil nos anos 1960 e a busca por reduzir a dependência de importações, o Governo Federal decidiu implantar um segundo Polo Petroquímico no país, após a construção da Petroquímica União - PQU, em São Paulo.
Em 12 de janeiro de 1972, foi fundada a Copene, após a Resolução 2/70 de 21/07/1970 do Conselho de Desenvolvimento Industrial - COI - MIC, que fixou as diretrizes básicas para que fosse implantado um polo petroquímico na Região Nordeste. Foi determinado que a Petroquisa, subsidiária da Petrobras, deveria promover a criação de uma empresa piloto que cuidaria do planejamento e da programação de projetos que iriam integrar o polo, incluindo as indústrias de segunda geração. Foram previstos investimentos da ordem de quatro bilhões de cruzeiros, com apoio financeiro do Banco Nacional de Desenvolvimento Econômico.
A planície de Camaçari, na região do Recôncavo, foi o local escolhido para o polo, em razão de sua localização estratégicaː que permitia a utilização do cloro da Salgema de Alagoas e o fornecimento de butadieno à Coperbo em Pernambuco; a proximidade dos portos de Salvador, Madre Deus (pertencente a Petrobrás) e de Aratu bem como da Refinaria Landulpho Alves (RLAM) e do Centro Industrial de Aratu; o suprimento energético da Usina Hidrelétrica de Paulo Afonso.
Em 1975, quase metade do capital social da Copene foi subscrito pelas indústrias de segunda geração, que passaram a ter direito de participar da administração das Centrais de Matérias Primas e Utilidades da Copene, que deixou de ter a Petroquisa como única acionista. A construção do Complexo envolveu 26 mil pessoas, das quais 8 mil na Copene.
Em 29 de junho de 1978, foi inaugurada a Copene e dez indústrias do Complexo Básico.
No final de 1978, o capital da Copene foi aberto à participação do público, tendo a participação da Petroquisa sido reduzida para abaixo de 50%.
Em novembro e dezembro de 1979, foram inauguradas as unidades industriais: Companhia Petroquímica de Camaçari - CPC (MVC e PVC) e Acrinor - Acrilonitrila do Nordeste S/A.
Em 1980, dezessete empresas de downstream fundaram a Nordeste Química S/A (Norquisa), para a qual foram transferidas as ações ordinárias que detinham na Copene. Com isso, o capital da Copene passou a ser dividido entre Petroquisa (48,16%) e Norquisa (47,19%).
Na década de 1990, houve uma reestruturação de capitais com a privatização no setor petroquímico brasileiro, além de fusões e aquisições. Em 1995, a Norquisa assumiu o controle da Copene com o leilão das ações da Petroquisa.
Em 2001, ocorreu a venda da Copene para a Odebrecht em parceria com o Grupo Mariani por R$ 785 milhões no ano de 2001. O consórcio Odebrecht-Mariani, que já possuía 32% da Norquisa, passou a deter 55,8%.
Em 2002, a Braskem foi criada a partir da integração das empresas Copene, OPP, Trikem, Proppet, Nitrocarbono e Polialden.